# Formicoxenus sibiricus
Formicoxenus sibiricus är en myrart som först beskrevs av Auguste-Henri Forel 1899.  Formicoxenus sibiricus ingår i släktet Formicoxenus och familjen myror. IUCN kategoriserar arten globalt som sårbar. Inga underarter finns listade i Catalogue of Life.